# Bruno Holzträger
Bruno Holzträger (født 19. juli 1916, død 15. november 1978) var en rumænsk udendørshåndboldspiller af tysk oprindelse, som deltog under Sommer-OL 1936.
Han var en del af det rumænske udendørshåndboldhold, som kom på en femteplads i den olympiske turnering. Han spillede i en kamp.